# 攒盘

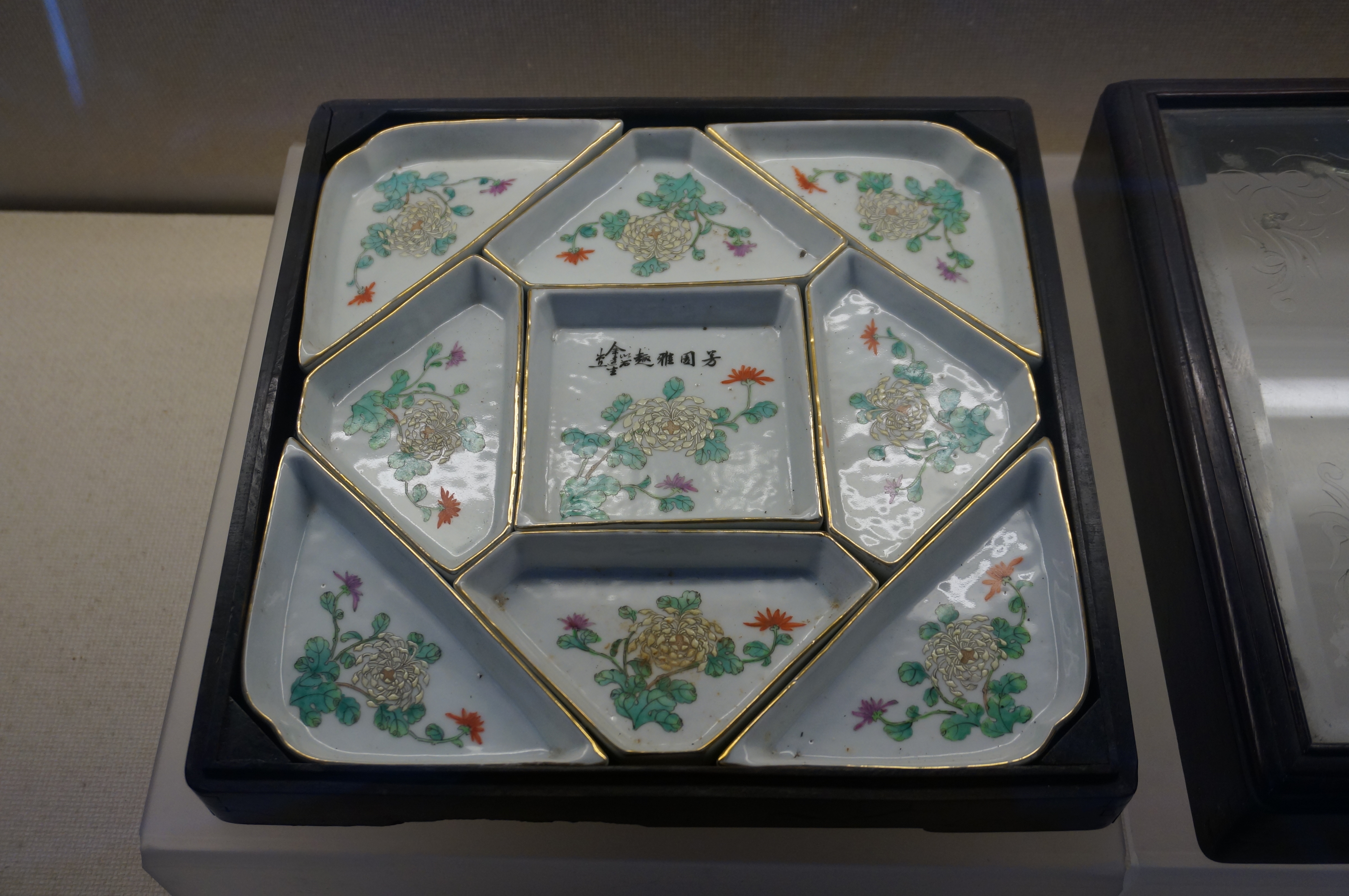
民国红木九子盘，绩溪博物馆藏

攒盘，俗称拼盘，有蓋的攢盤又稱攢盒，为漢字文化圈用于盛放组合式菜或各类果品糕点的傳統器具。「攢盤」也可稱為全盒，有「十全十美」的意思，於是也常用於喜慶場合。

## 歷史

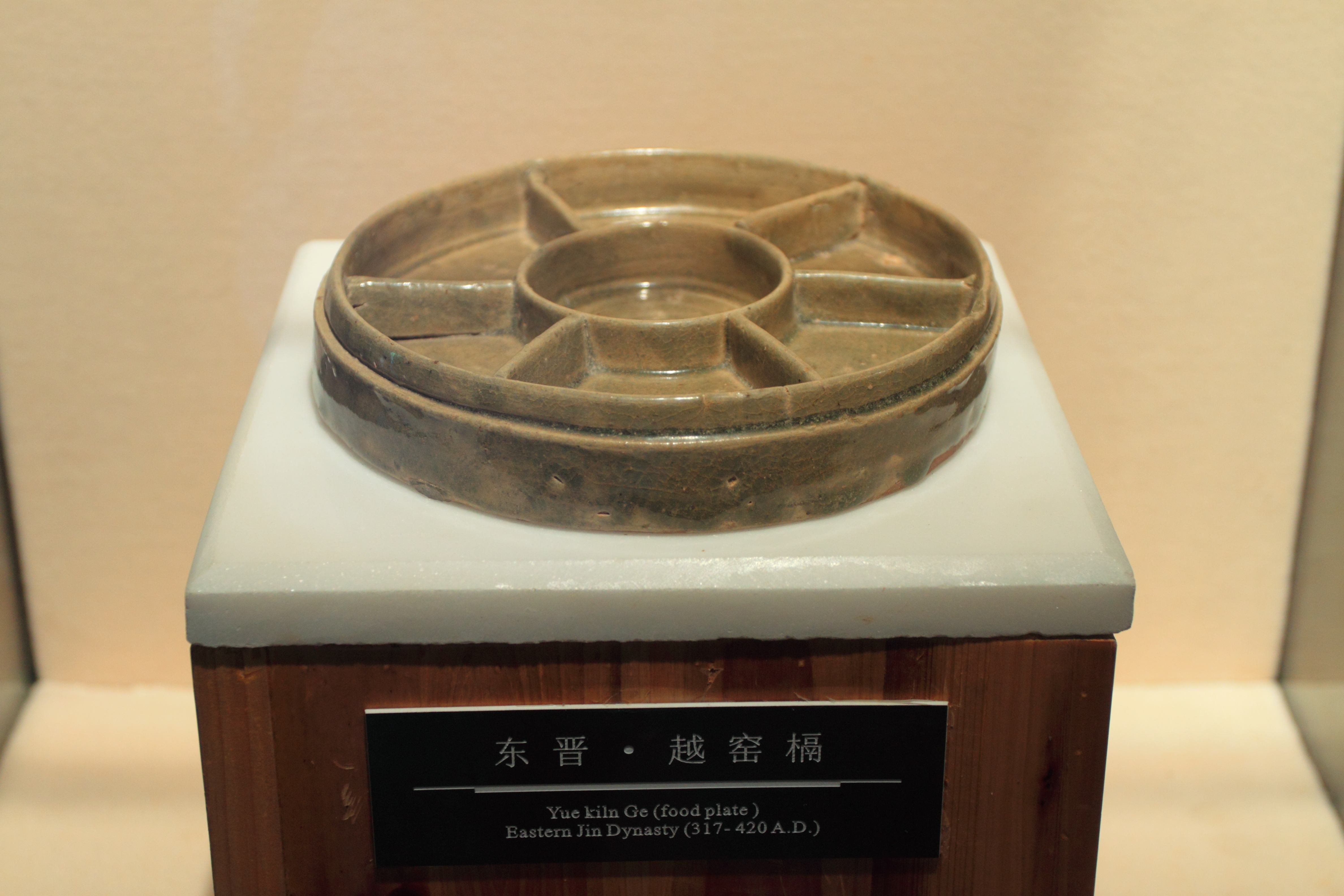
东晋越窑多子槅，杭州南宋官窑博物馆藏。此類多子槅為攢盤前身

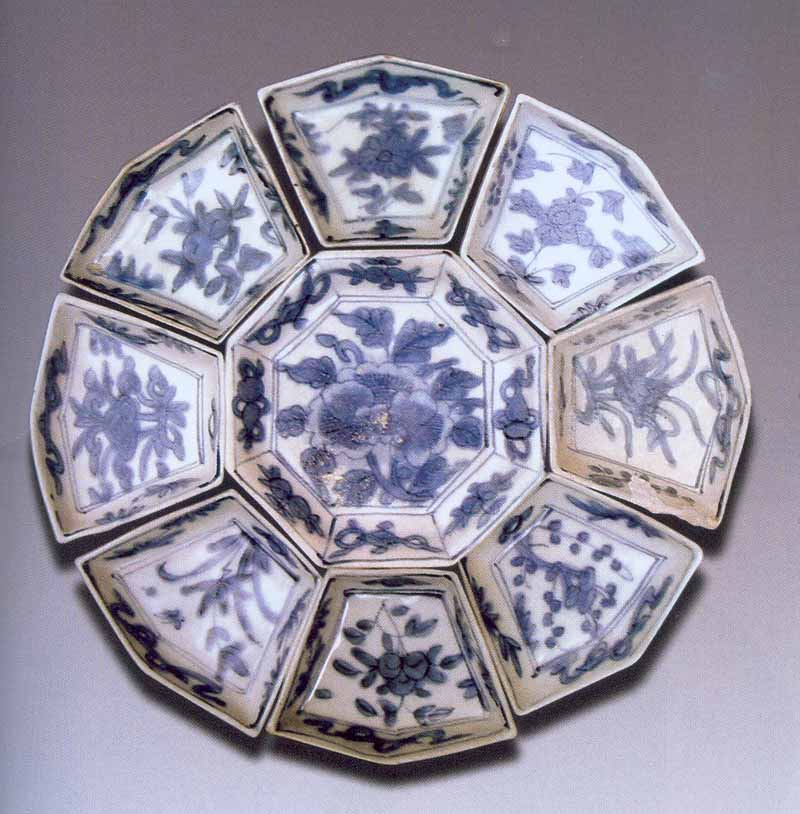
明代青花瓷攢盤

攢盤前身是圓形多子槅，早於東晉出现 。而以多個器具組合而成的攢盤則出現于明代晚期，盛行于清代康熙年间，多施三彩或五彩。後來傳至朝鮮、越南、琉球、日本等地，朝鮮稱為攢盒（：／）或折坂（：／），越南稱為部𣛣𡓂（越南语：／）、部𥒦𡓂（越南语：／）、部盒𡓂（越南语：／）。现仍广泛使用，並流傳至世界各地。初期的攒盘由形状不同、数目不等的瓷制小盘拼凑而成（小盘少则五个，多则二十几个），形状有圆形、四方、六方、八方形，乃至梅花形、莲花形、葵花形、菱花形、牡丹花形和叶形等。其中一個小盤在中央，其餘圍繞中央小盤。
後來有些攢盤又回到多子槅形式，各小盤不能拆開。傳統的攢盤除瓷器外，還有紙張胎、木胎的漆器，金屬器，琺瑯器等，現代的有些是塑膠、玻璃製造。

## 新春用的攢盒
按照習俗，每家人在新春期間都會準備一個全盒。有人拜年到訪時用作款客之用。中國南方人、越南人、琉球人會在裡面放各式糖果或糕點，多數還放有一封利市及一個大桔，意思是大吉大利。中國北方人、朝鮮人會放五辛在周圍的格，中間放粉皮，稱為五辛盤，後來演變成春餅和春卷。

## 以攢盤盛載的食品
中國四川傳統食品九色攢盒、朝鮮半島的傳統食品九節坂，琉球傳統食品東道盆都以攢盒為盛器。

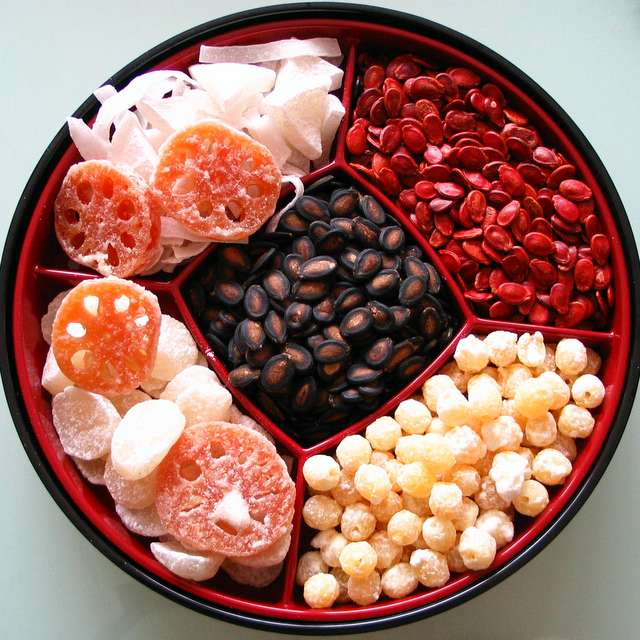
現代塑膠製中式攢盒，放上新春糖果，常被稱為全盒
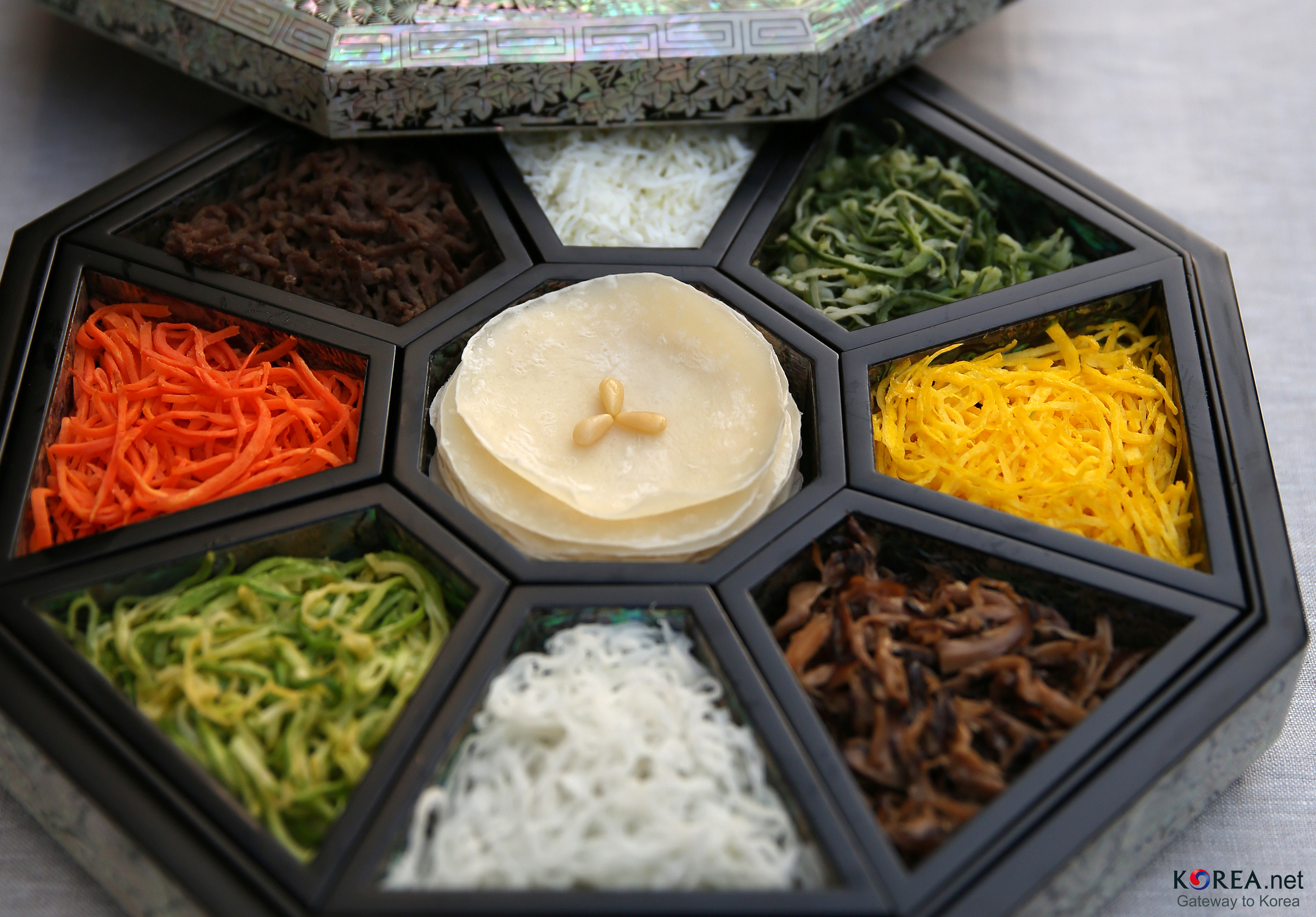
以韓國漆器攢盤為容器的九節坂
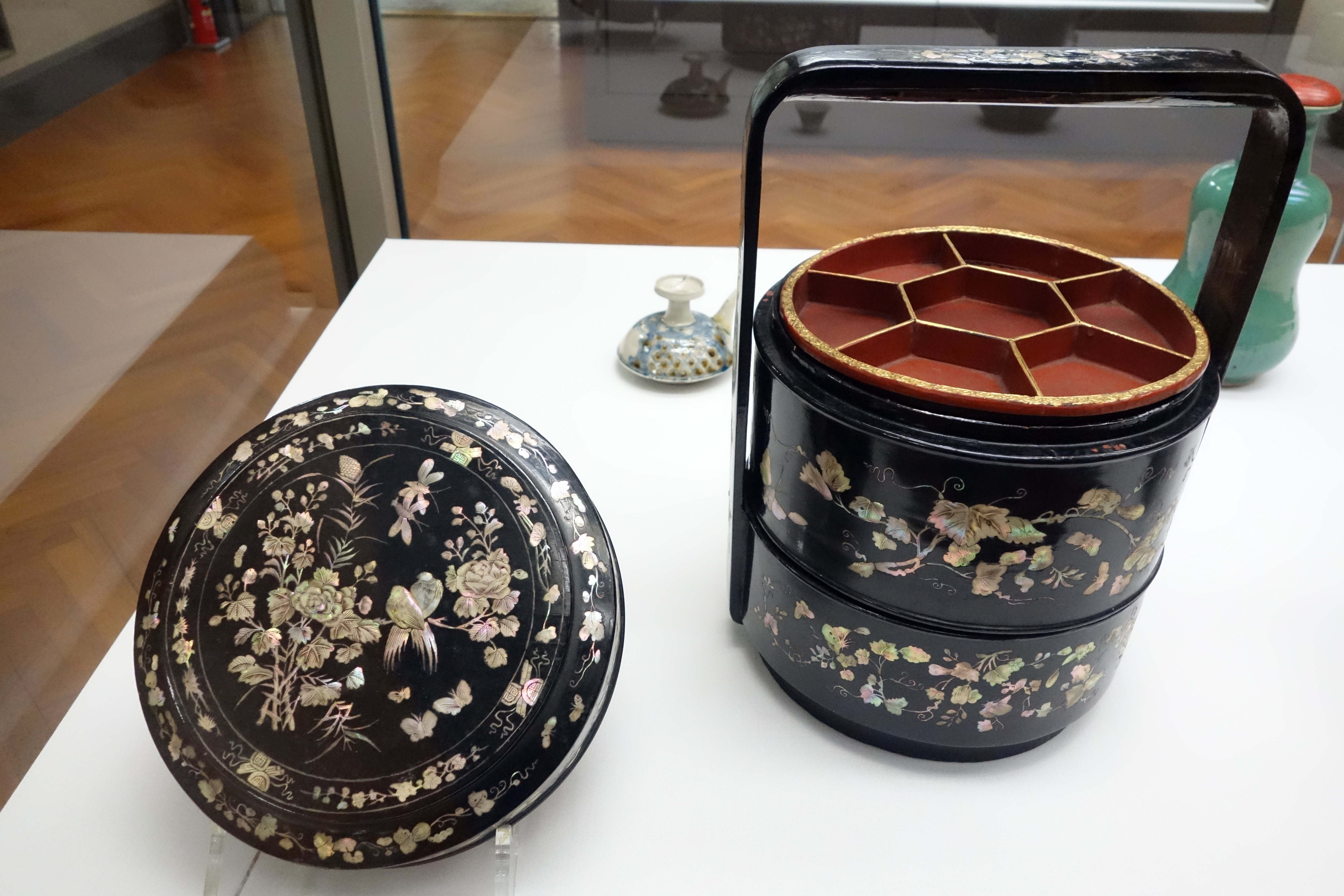
琉球國第二尚氏王朝時期的雙層螺鈿漆器春盛攢盒
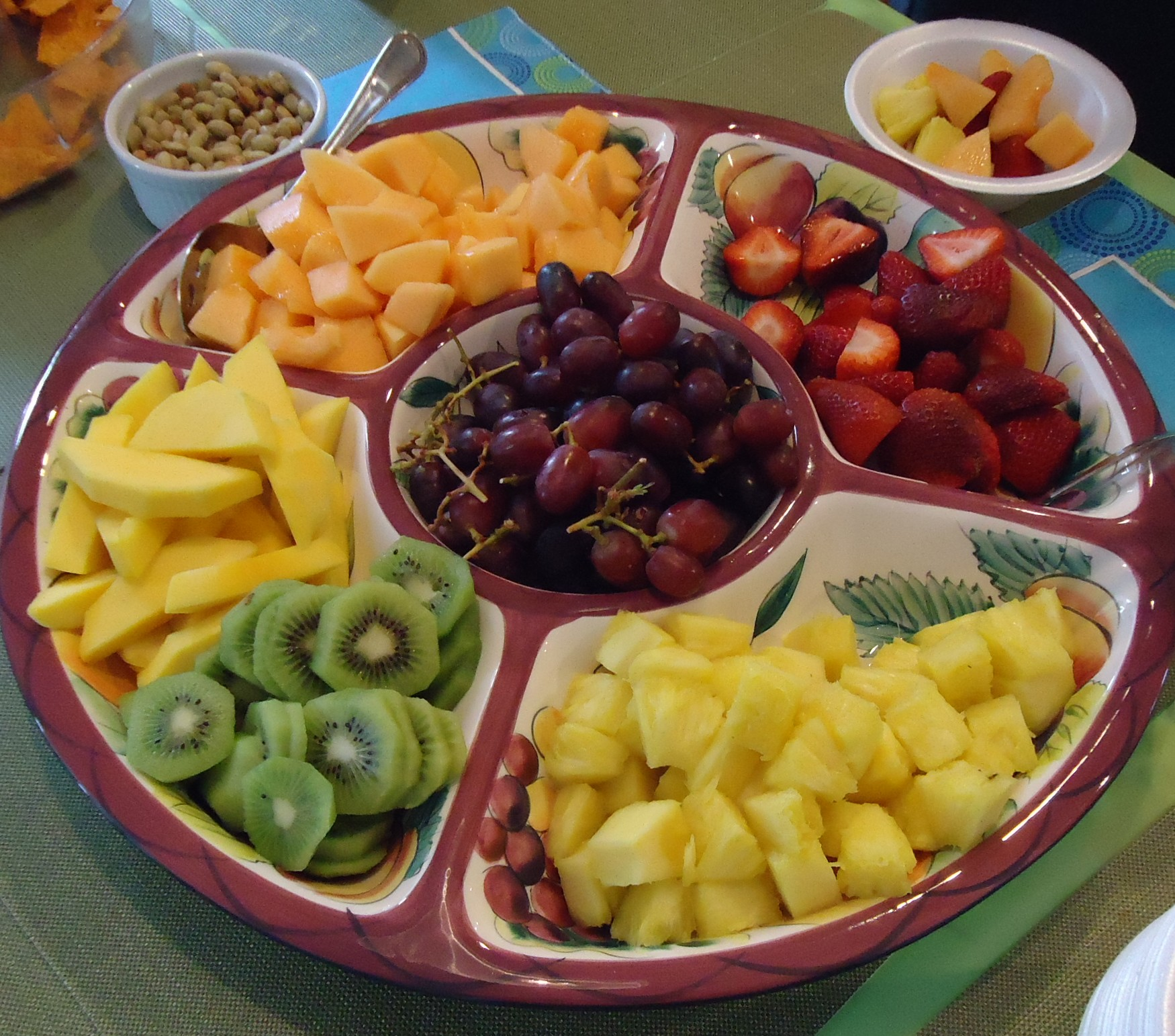
現代西方陶瓷攢盤
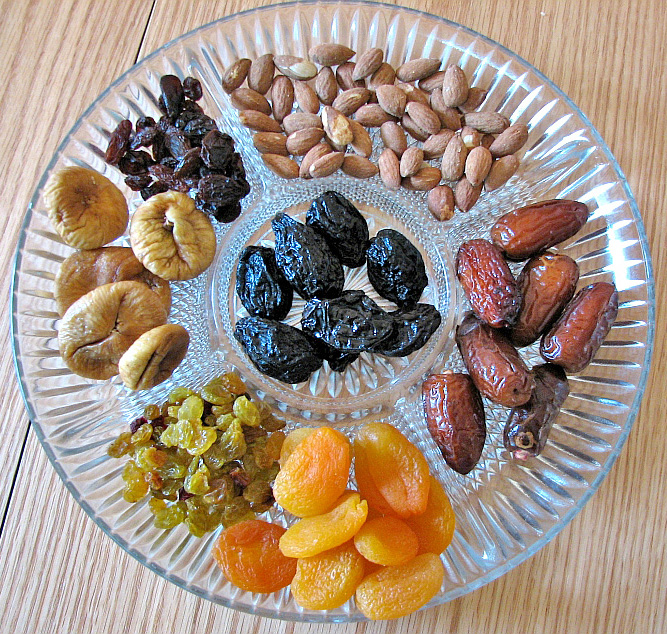
現代玻璃攢盤